# Theodor Landis
Theodor Landis (* 1945 in Zürich) ist ein Schweizer Neurologe.

## Leben
Landis studierte Medizin an der Universität Zürich, an der er 1977 bei Paul Frick promoviert und 1989 für Neurologie habilitiert wurde. Er war von 1994 bis 2010 ordentlicher Professor für Neurologie an der Universität Genf sowie Leiter der Neurologischen Klinik der Hôpitaux universitaires de Genève. An der Universität Genf leitete er das Departement für Klinische Neurowissenschaften. Von 1995 bis 1997 war er Präsident der Schweizerischen Neurologischen Gesellschaft. Im Jahre 2007 wurde er zusammen mit Reinhard F. Stocker mit dem Théodore-Ott-Preis der Schweizerischen Akademie der Medizinischen Wissenschaften ausgezeichnet.